# چاینیز روم
چاینیز روم (انگلیسی: The Chinese Room) شرکت بازی ویدئویی بریتانیایی است، که در سال ۲۰۰۷ تأسیس شد.